# Proteo (historieta)
La Enciclopedia científica Proteo es una enciclopedia juvenil de ciencias y técnicas en 18 tomos editada en 1981 en México, traducida del francés, que por medio de historietas de ciencia ficción trata temas como el universo, nuestro planeta, la vida, el ser humano, animales, plantas, la energía, técnicas y maquinaria, computadoras e Informática; cuyos diferentes términos son definidos al final de cada tomo.
El título original de esta obra es Le monde des connaissances, L'encyclopédie en bandes dessinées ("El mundo del conocimiento, la enciclopedia en historieta").
El personaje principal, Proteo fuerza 10, es un fantástico androide que puede mutar o cambiar de forma teniendo una referencia visual, o previamente adquirida, de cualquier forma viva o inerte. Por lo tanto está dotado del poder que los antiguos griegos atribuían al dios Proteo de la mitología griega. El calificativo fuerza 10, significa "tempestad" en la escala internacional de los vientos, se le da en su primera aventura.

## Personajes
Buenos
Proteo: Personaje principal, androide con capacidad de transformarse a voluntad en cualquier cosa y con inteligencia artificial avanzada.
Profesor Hubertus: Sabio inventor y creador del androide. Su afición por la investigación científica lo hizo acabar con la fortuna de sus ancestros. Es el titular de la "Secretaría de Asuntos Extraños" en el gobierno francés.
Susi Pong: De origen asiático, es la admiradora No.1 de Proteo a quien ama a pesar de ser una máquina. Hija adoptiva de Hubertus, es en los 2 primeros tomos personaje de gran relevancia, siendo el amor platónico del pirata Birabanor.
Mumuni: Joven de origen africano, también heredero de Hubertus, cambia su actitud hacia Proteo conforme va avanzando la historia. 
Toño: El glotón, parece que su apetito nunca termina y hasta en las situaciones más comprometedoras siempre piensa en alimentarse, desarrolla cierto sentimiento de celos y envidia hacia Proteo.
María: Esposa de Hubertus, aparece ocasionalmente para regañar a todo mundo.
Vanda: Androide compañera de Proteo, no posee el don de la metamorfosis, aparece en los últimos capítulos y en las aventuras posteriores a la enciclopedia.
Ciber: Sabio inventor y emperador de los Valaxianos, es el responsable del inicio de las aventuras, admira a Proteo y le regala la pila atómica que hace del androide totalmente independiente y aunque llega a ser amigo de Hubertus, siempre le ha tenido envidia por tan magnífica creación.
Groar: Es un Homo erectus cuyos genes han sido alterados por las Diamujeres, por lo que tiene una altura desmedida, capítulos después de su aparición y gracias a una pistola reductora es regresado a un tamaño normal.
Xur1: Robot creado por Ciber, es el comandante de los Xurs, admira a Proteo y lo considera su héroe.
Namba: Bella joven originaria de Floresta, el planeta verde, ella y Mumuni se hacen novios.

Villanos
Birabanor: El Pirata del Espacio, de origen valaxiano, no duda en matar y confabular por riqueza y poder, esta perdidamente enamorado de Susi Pong y odia a Proteo y a la Tierra.
Nascar: Androide creado por Ciber, tiene el don de la metamorfosis y una pila atómica igual que proteo, pero no puede transformarse en seres vivientes y su inteligencia es limitada, está obsesionado con ser mejor que Proteo y destruirlo. Según Ciber, el no tuvo nada que ver con el mal comportamiento de su androide pero este estropea la relación amor-odio con Hubertus.
Hombres Grises: Raza de hombres, del planeta Gavar, cuya arma principal es un grito aturdidor, están en competencia con las Diamujeres para destruir la Tierra.
Diamujeres: Raza de mujeres, del mismo planeta que los hombres grises; poseen una vista láser y mayor inclinación hacia la investigación genética.
Hormx: Raza de hormigas gigantes que pretenden destruir al género humano.
Camoins: Científico especialista en genética, rival de Hubertus, por quien siente una gran envidia y no pierde oportunidad para desacreditarlo y así poder ocupar su puesto como Secretario de Asuntos Extraños.
Secundarios
Piark: humano del planeta Foresta. Jefe de los Hombres de la Luna. Ayuda a Proteo a huir de los Hormx y es reducido en el intento, Proteo empieza a conocer los sentimientos humanos como la compasión. 
NOE: El homólogo de Hubertus pero en el planeta Foresta, padre de Namba, ayuda a Proteo y Mumuni a huir y luchar contra los Hormx.

## Tomos
1 y 2 EL UNIVERSO.
3 y 4 NUESTRO PLANETA.
5 y 6 LA VIDA.
7 y 8 EL CUERPO HUMANO.
9 y 10 ANIMALES Y PLANTAS.
11 y 12 LA ENERGÍA.
13 y 14 LA INFORMACIÓN.
15 y 16 TÉCNICAS Y MAQUINARIA.
17 y 18 COMPUTADORAS E INFORMÁTICA.

## En la web
http://proteofuerza10.blogspot.com/
https://es.scribd.com/doc/44926898/Proteo-Tomo1
- Datos: Q6088462